# Le Noël de Bébé

Le Noël de Bébé est un film de Noël muet français réalisé par Louis Feuillade et sorti en 1911.

## Fiche technique
- Réalisation et scénario : Louis Feuillade
- Société de production : Société des Établissements L. Gaumont
- Pays : France
- Format : Muet - Noir et blanc - 1,33:1 - 35 mm
- Métrage : 250 m
- Genre :  Comédie
- Date de sortie : 
  - France : novembre 1911

## Distribution
- René Dary : Bébé
- René Navarre : le Baron Guy des Epuisettes
- Renée Carl